# J.Ph. Vogel
Jean Philippe Vogel (Den Haag, 9 januari 1871-Oegstgeest, 10 april 1958, vooral bekend met zijn initialen als J.Ph. Vogel, was een Nederlandse indoloog, sanskritist en archeoloog/epigraaf.

## Jeugd en opleiding
Jean Philippe Vogel was de zoon van Johan Gregorius Vogel (1843-1920, advocaat en later vicepresident van het Gerechtshof Amsterdam) en zijn echtgenote Jeanne Adrienne du Quesne van Bruchem (1844-1890). Zijn schoolopleiding volgde hij in Alphen aan den Rijn en Rotterdam, vanaf 1883 aan de HBS in Alkmaar en vanaf 1886 aan het gymnasium in Haarlem. In 1890 schreef hij zich in aan de Universiteit van Amsterdam. Christianus Cornelis Uhlenbeck (1866-1951) was zijn belangrijkste leermeester, van wie hij met name Sanskriet leerde. Samen met Johan Huizinga volgde hij ook de colleges van Hendrik Kern aan de Universiteit Leiden.
Terug in Amsterdam behaalde hij op 5 juli 1895 zijn doctoraalexamen, promoveerde op 15 december 1897 op een Nederlandse vertaling van het oude Indische drama Mrcchakatika, en behaalde in 1898 zijn habilitatie als privaatdocent. In 1899 reisde hij naar Brits India, waar hij de archiefbronnen van de Britse Oost-Indische Compagnie onderzocht en praktische ervaring opdeed met de levende taal Sanskriet.

## Loopbaan
Vogel werd in 1901 benoemd tot Superintendent of the Punjab, Baluchistan and Ajmer van de Archaeological Survey of India. Zijn verantwoordelijkheid betrof het noordelijke deel van Brits India; hij was gestationeerd in Lahore. Vanaf 1911 fungeerde hij tevens als plaatsvervangend Directeur-Generaal van de ASI in afwezigheid van John Marshall.
In 1913 was de leerstoel Sanskriet aan de Universiteit Leiden vacant geworden, en Vogel werd gevraagd om de leerstoel te bekleden. Op 17 januari 1914 werd hij benoemd tot hoogleraar in 'Het Sanskriet en zijn Letterkunde en de Indische Oudheidkunde'; op 1 april 1914 sprak hij zijn oratie 'Bronnen tot kennis van het oude Indië' uit.
Samen met Nicolaas Krom, hoogleraar Archeologie van Nederlands-Indië, stichtte Vogel in 1925 het Instituut Kern voor de studie van Indiase kunst en archeologie. Hij was voorzitter van het instituut van 1925 tot 1939. Op 16 september 1939 ging hij met emeritaat en werd hij erevoorzitter van het instituut. De bibliotheek en de fotocollectie van het Instituut Kern waren aan het einde van Vogels leven uitgegroeid tot collecties van internationaal niveau.

## Wetenschappelijke lidmaatschappen en onderscheidingen
Tijdens zijn werkzame leven publiceerde Vogel talrijke artikelen in de wetenschappelijke tijdschriften van zijn tijd, waarmee hij brede internationale erkenning verwierf. Daarnaast verschenen tussen 1926 en 1935 twaalf delen van de Annual bibliography of Indian archaeology onder Vogels supervisie, een belangrijk middel voor de ontsluiting van het vakgebied. Hij werd in 1910 corresponderend en in 1915 gewoon lid van de Koninklijke Nederlandse Akademie van Wetenschappen, in 1935 erelid van de Société asiatique in Parijs, in 1939 erelid van de American Oriental Society, in 1950 buitenlands lid van de Académie des Inscriptions et Belles-Lettres in Parijs, en in 1955 corresponderend lid van de School of Oriental and African Studies in Londen.
Daarnaast was hij corresponderend lid van de Deutsche Gesellschaft für Ostasiatische Kunst (DGOK) in Berlijn, erelid van het Oosters Genootschap in Nederland, erelid van de École française d’Extrême-Orient (EFEO) in Hanoi en erelid van de United Provinces Historical Society in Lucknow. Hij werd benoemd tot lid in de Britse Orde van het Indische Keizerrijk en ridder in de Orde van de Nederlandse Leeuw. In het academisch jaar 1930-1931 was hij rector van de Universiteit Leiden.

## Privéleven
Vogel trouwde op 15 april 1913 in Amsterdam met Maria Strumphler (1879-1959). Het huwelijk bleef kinderloos.

## Publicaties (selectie)
- Het leemen wagentje, Indisch tooneelspel uit het Sanskṛit en Prākṛt in het Nederlandsch vertaald. Amsterdam 1897.
- De beoefening der Oud-Indische litteratuur in Nederland. Amsterdam 1898.
- Antiquities of Chamba state. Vol. 1: Calcutta 1911, vol. 2: Delhi 1957.
- Bronnen tot de kennis van het oude Indië. Oratie Leiden 1914.
- Tile-mosaics of the Lahore Fort. Calcutta, 1920.
- Indian serpent-lore or the Nāgas in Hindu legend and art. Londen 1926 (online).
- La sculpture de Mathura. Parijs/Brussel 1930.
- De cosmopolitische beteekenis van het Buddhisme. Rectoraatsrede Leiden 1931.
- De Buddhistische kunst van Voor-Indië. Amsterdam 1932.
- De eerste 'grammatica' van het Hindoestansch. Amsterdam 1941.
- De zegelring van Râksjasa door Wisjâkhadatta. Leiden 1946.
- De zeven lotusbloemen. Leiden 1948.
- The Indonesian question. Leiden 1948.

- Bibliothèque nationale de France: cb125499959 (data)
- Biografisch Portaal: 43633344
- CiNii: DA01741435
- Digitale Bibliotheek voor de Nederlandse Letteren: voge019
- Gemeinsame Normdatei: 135938805
- International Standard Name Identifier: 0000 0001 1691 6994
- Library of Congress Control Number: n50014492
- Nationale Bibliotheek van Tsjechië: kup20030000107894
- Nationale Bibliotheek van Israël: 987007444464605171
- Système universitaire de documentation: 067070191
- Union List of Artist Names: 500327768
- Virtual International Authority File: 100211275
- WorldCat: E39PBJkxMrjcPyfMWcXTxh8DMP